# Delahaye type 135
Pour les articles homonymes, voir Delahaye (homonymie) et 135.
La Delahaye Type 135 est une voiture de prestige du constructeur automobile Delahaye, produite à 2 592 exemplaires entre l'automne 1935 et fin 1952.

## Histoire
Avec ses variantes Type 145, 165, et 175, la Type 135 (motorisée par un moteur 6 cylindres de 3,2 à 3,5 L pour 95 à 120 ch) remporte un important succès en compétition, victorieuse entre autres des Rallye des Alpes françaises 1935, et 24 Heures du Mans 1938. Elle remporte également un important succès commercial, plus vendue que ses concurrentes de l'époque, les Bugatti Type 57, Talbot-Lago T150, Delage D6, Panhard et Levassor Dynamic, Renault Vivastella, Hotchkiss 20 CV Grand Sport (686 GS), Salmson S4 E, et autres Talbot-Lago Baby.

Quelques modèles
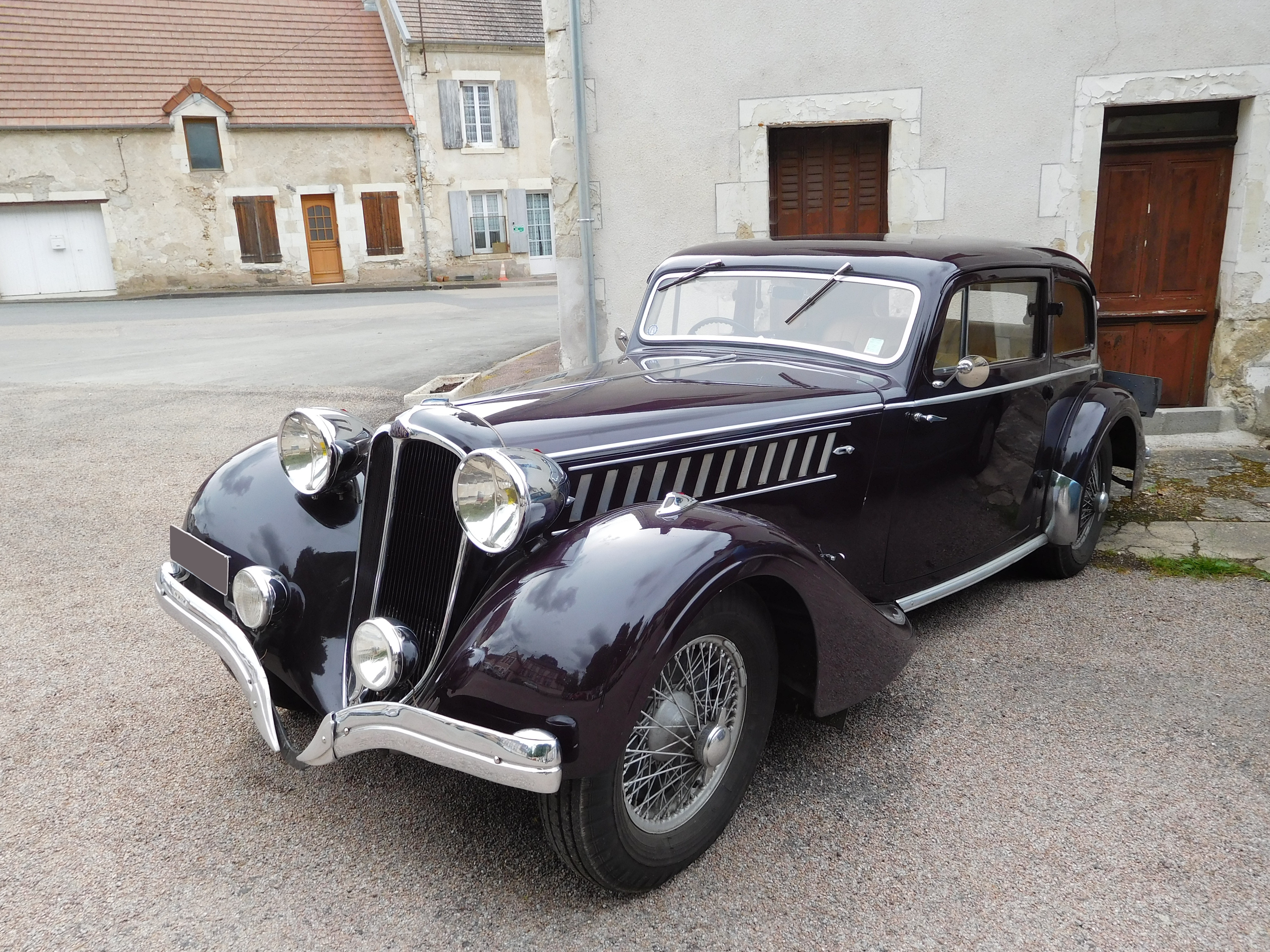
Type 135 « Coupe des Alpes »
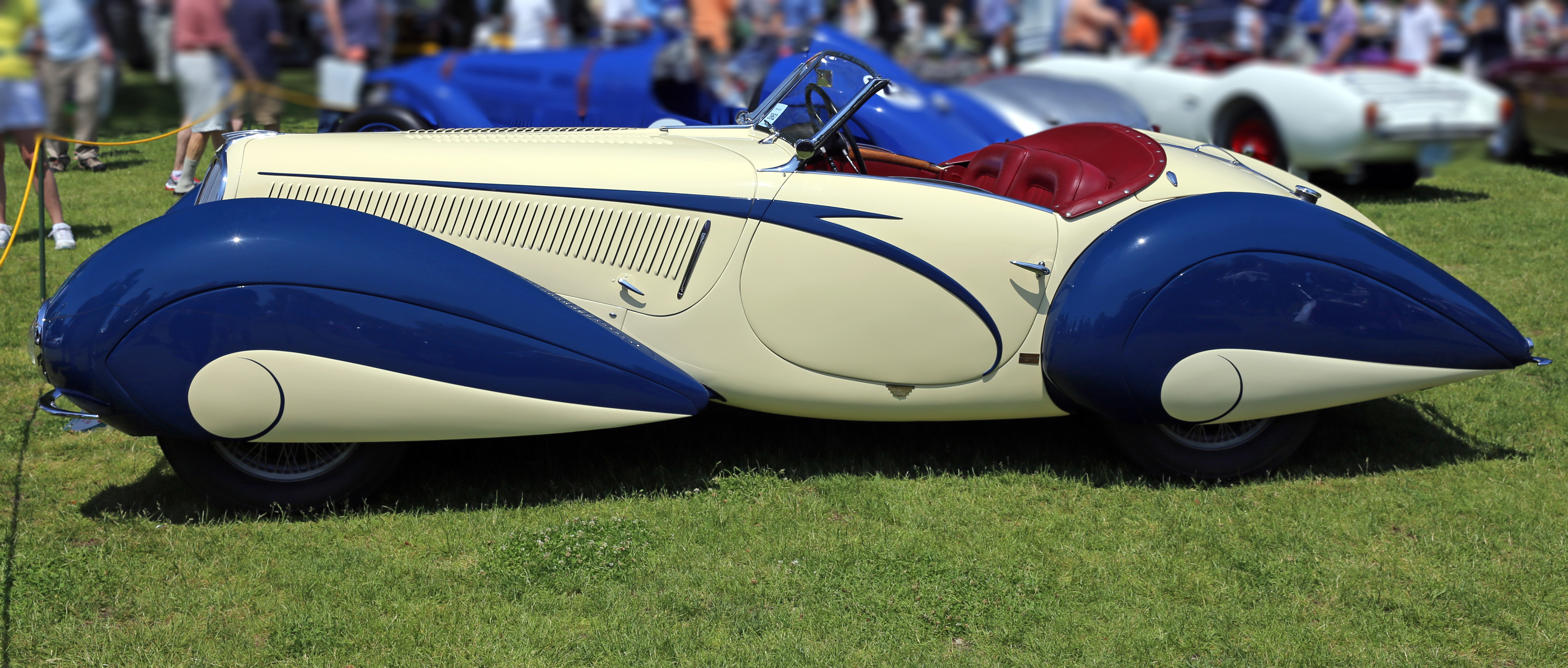
135 M roadster Figoni & Falaschi (1937)
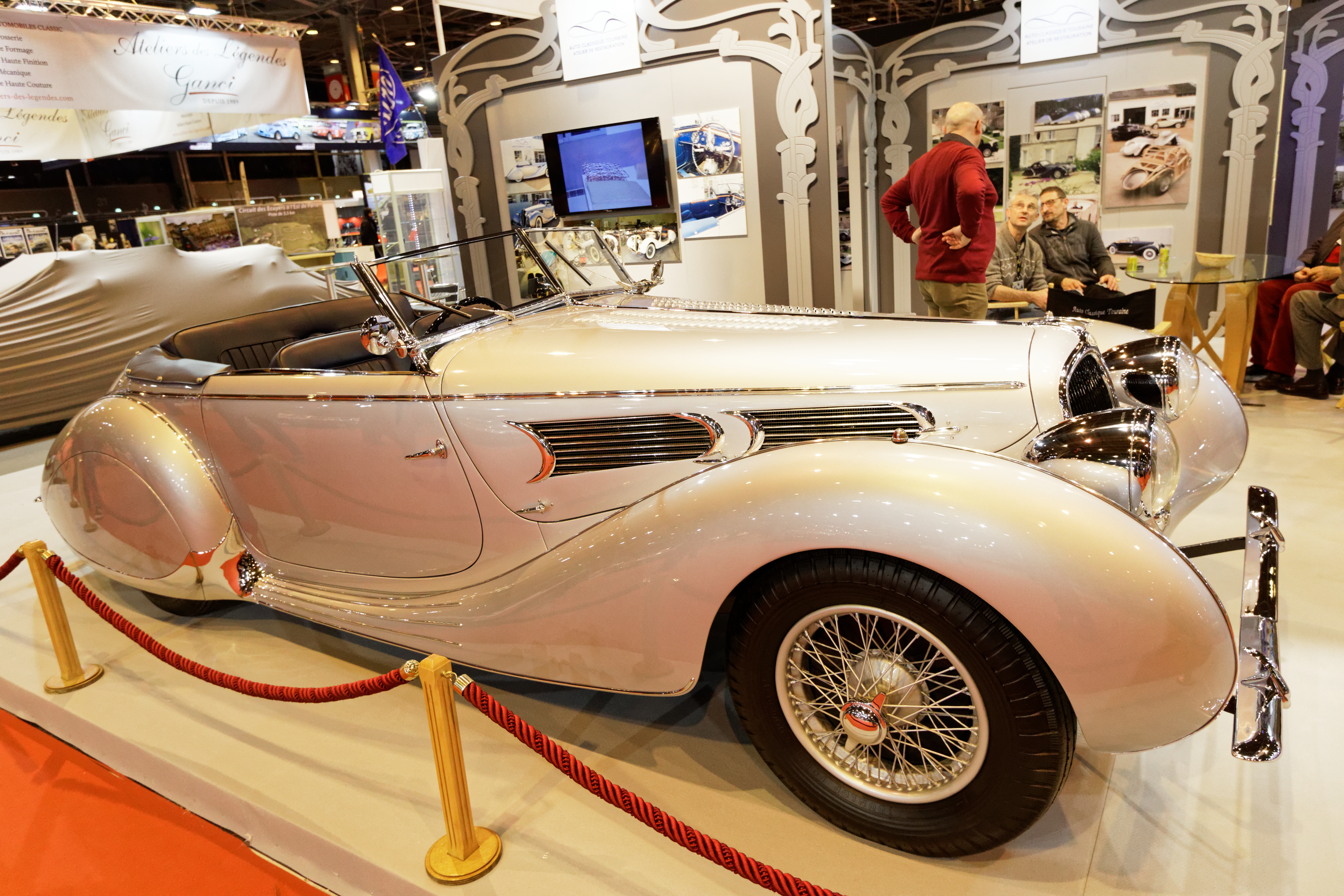
135 MS Cabriolet Figoni & Falaschi (1936)

Elle bénéficie de quelques évolutions techniques durant sa longue carrière, dont boîte de vitesses Cotal à trains épicycloïdaux et commande électromagnétique en option ; au printemps 1937, la calandre et les projecteurs deviennent bombés et pour les modèles 1949 la calandre est du type 175 à barrettes horizontales. 

## Carrosseries
Conçue par le designer Jean François, inspiré du style Art déco en vogue de l'époque, elle est victorieuse de nombreux concours d'élégance, avec ses nombreuses variantes de carrosseries des plus prestigieux carrossiers français indépendants de l'époque, dont Antem, Chapron, Dubos Frères (Delahaye type 135 Dubos « Gascogne »), Faget & Varnet, Figoni & Falaschi, Franay, Guilloré, Labourdette, Pourtout, Saoutchik.

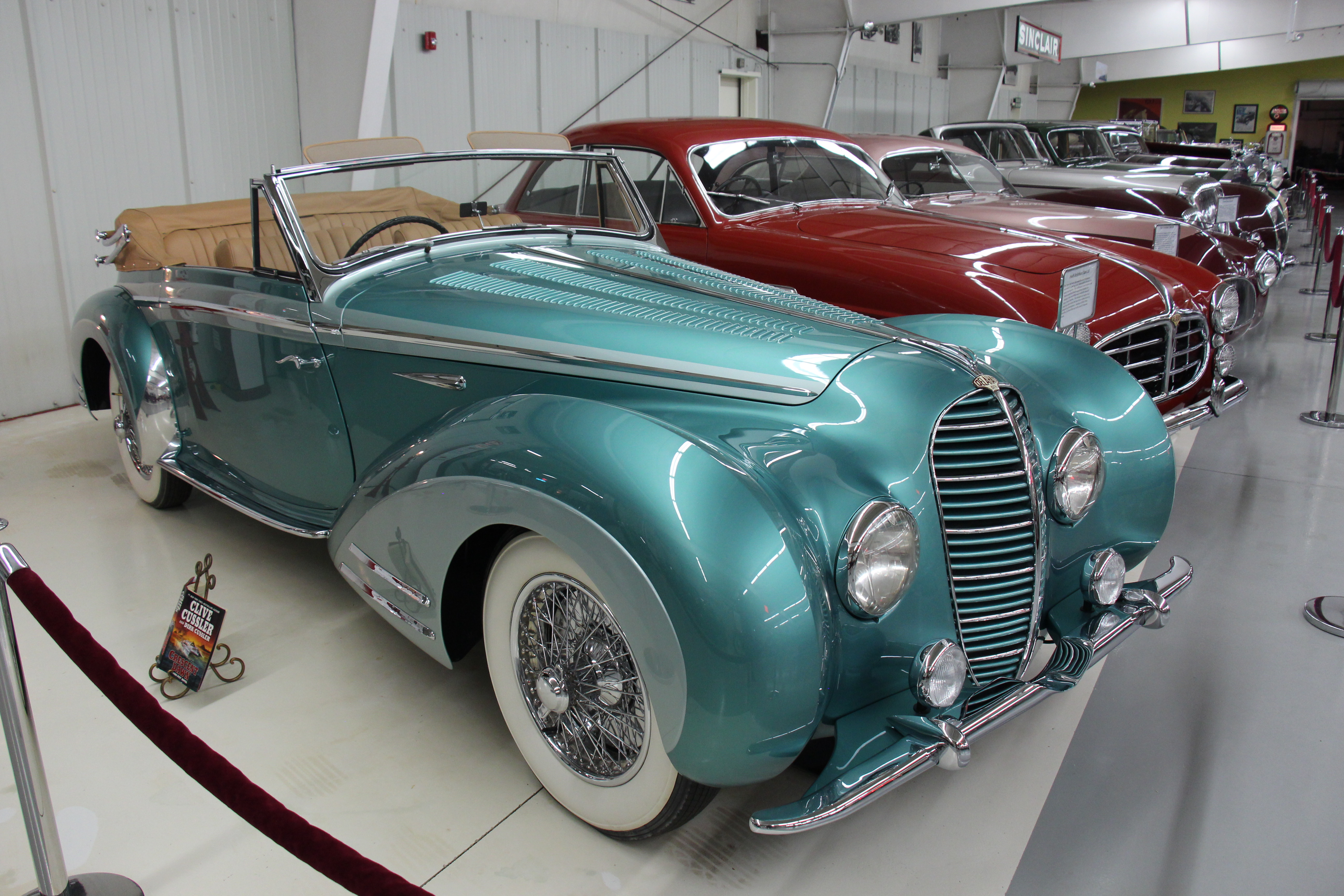
Type 135 cabriolet Henri Chapron (1948)
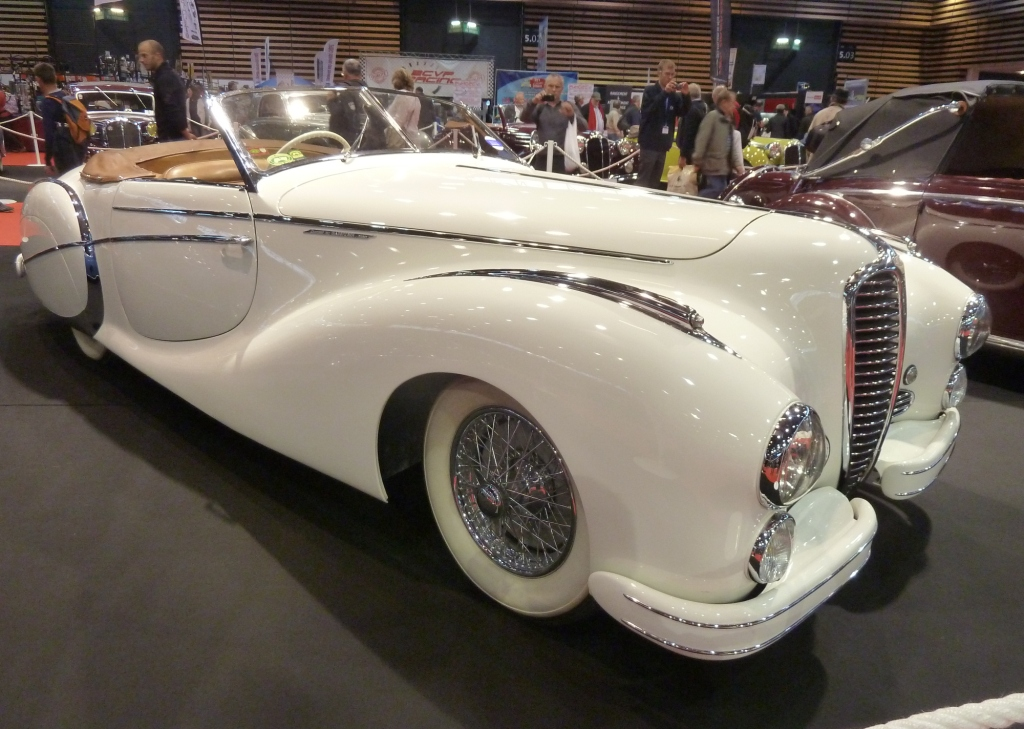
Cabriolet Jacques Saoutchik (1949)
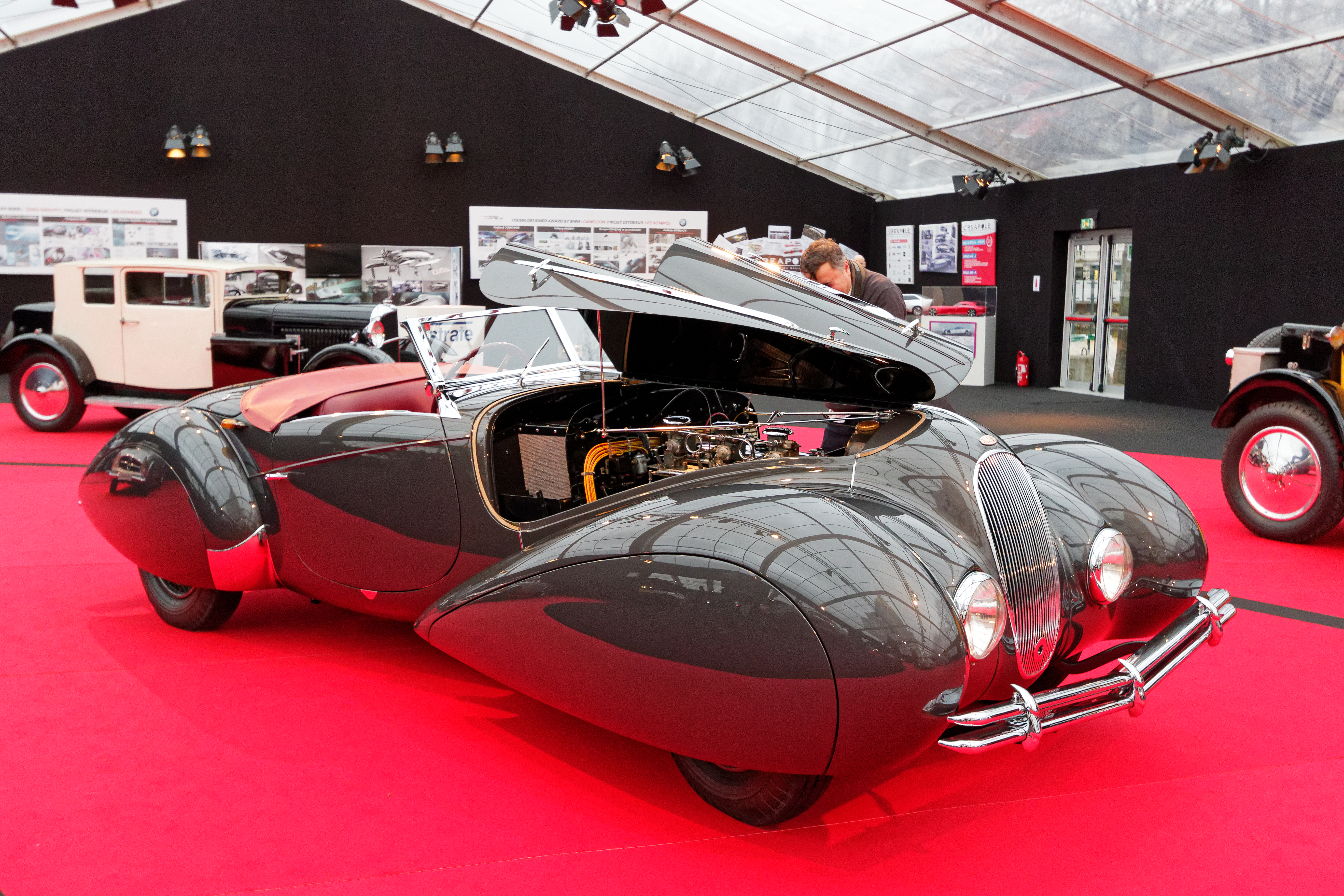
135 M roadster Figoni & Falaschi (1947)
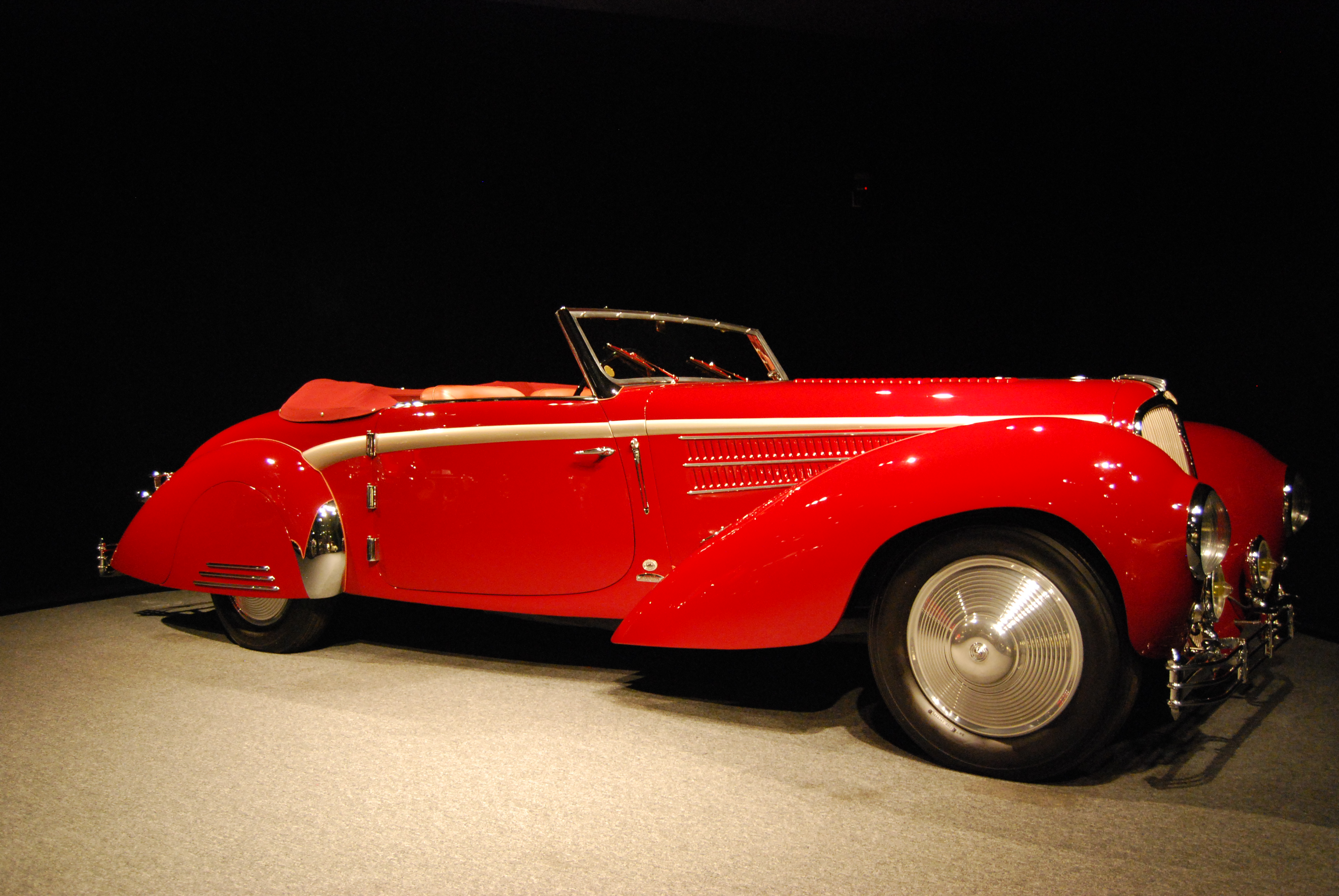
135 MS Alphonse Guilloré (1947)
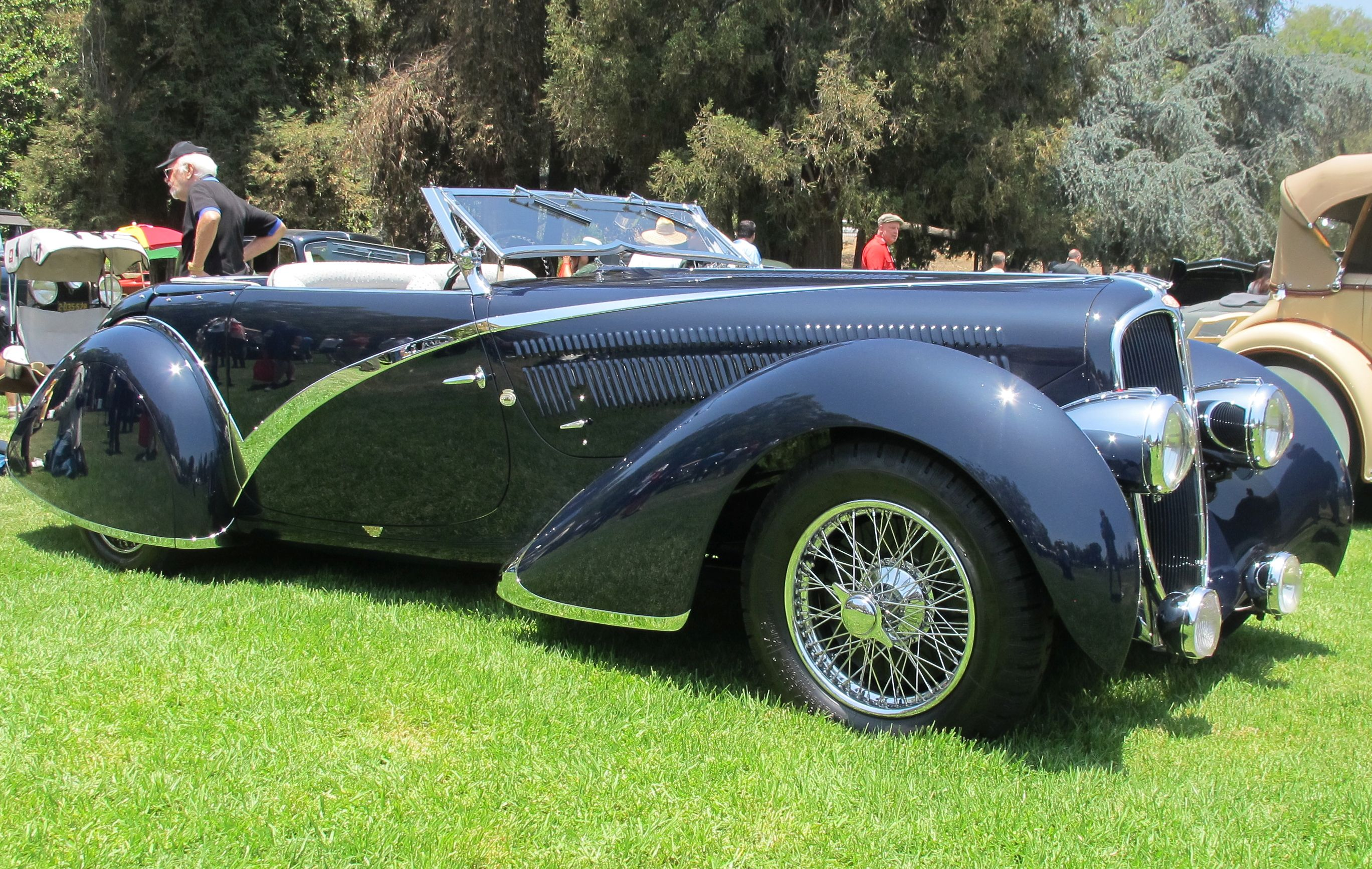
135 Figoni & Falaschi (1936)

## Châssis
- « Sport » 18 CV (130 km/h) :

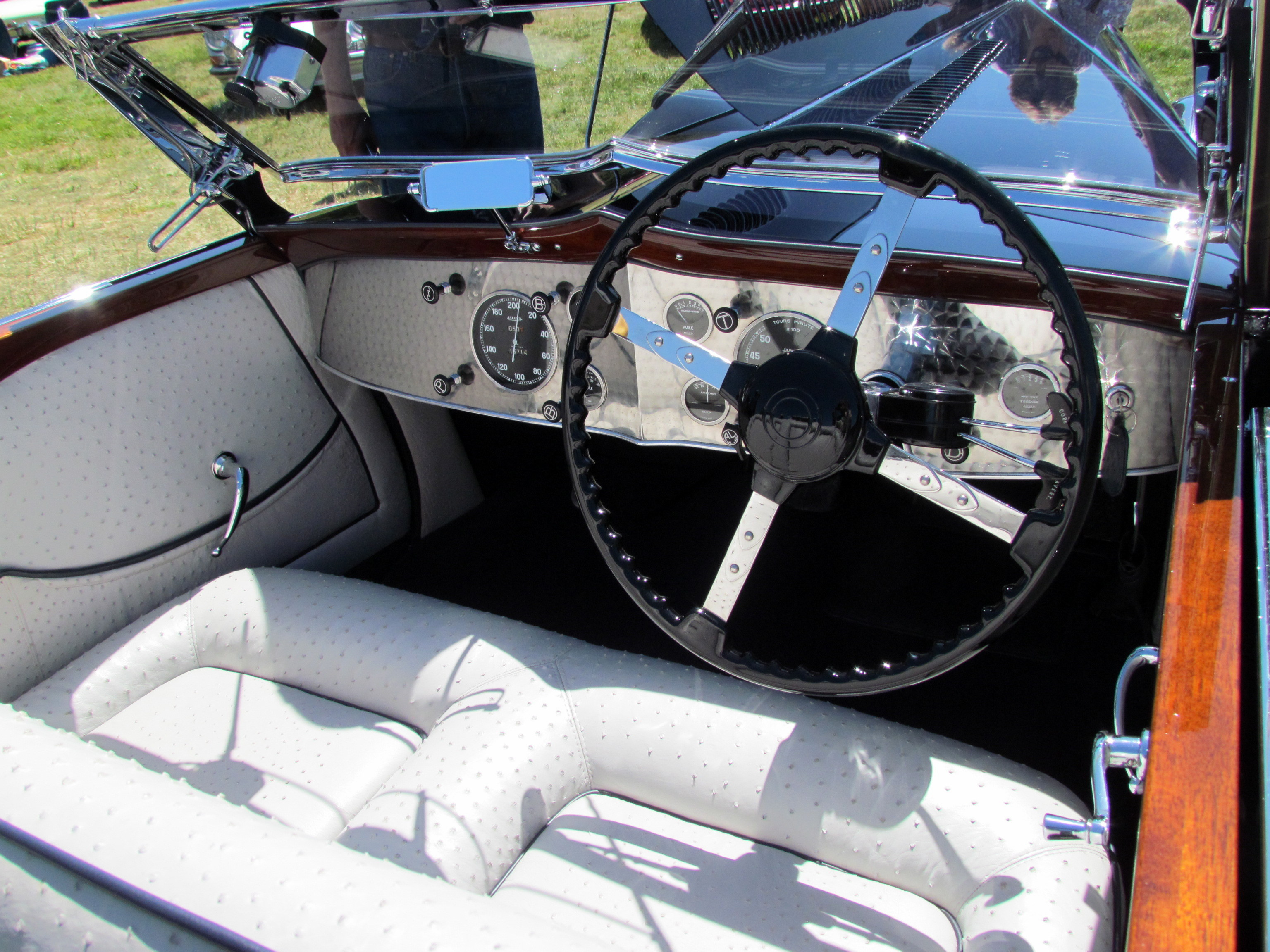

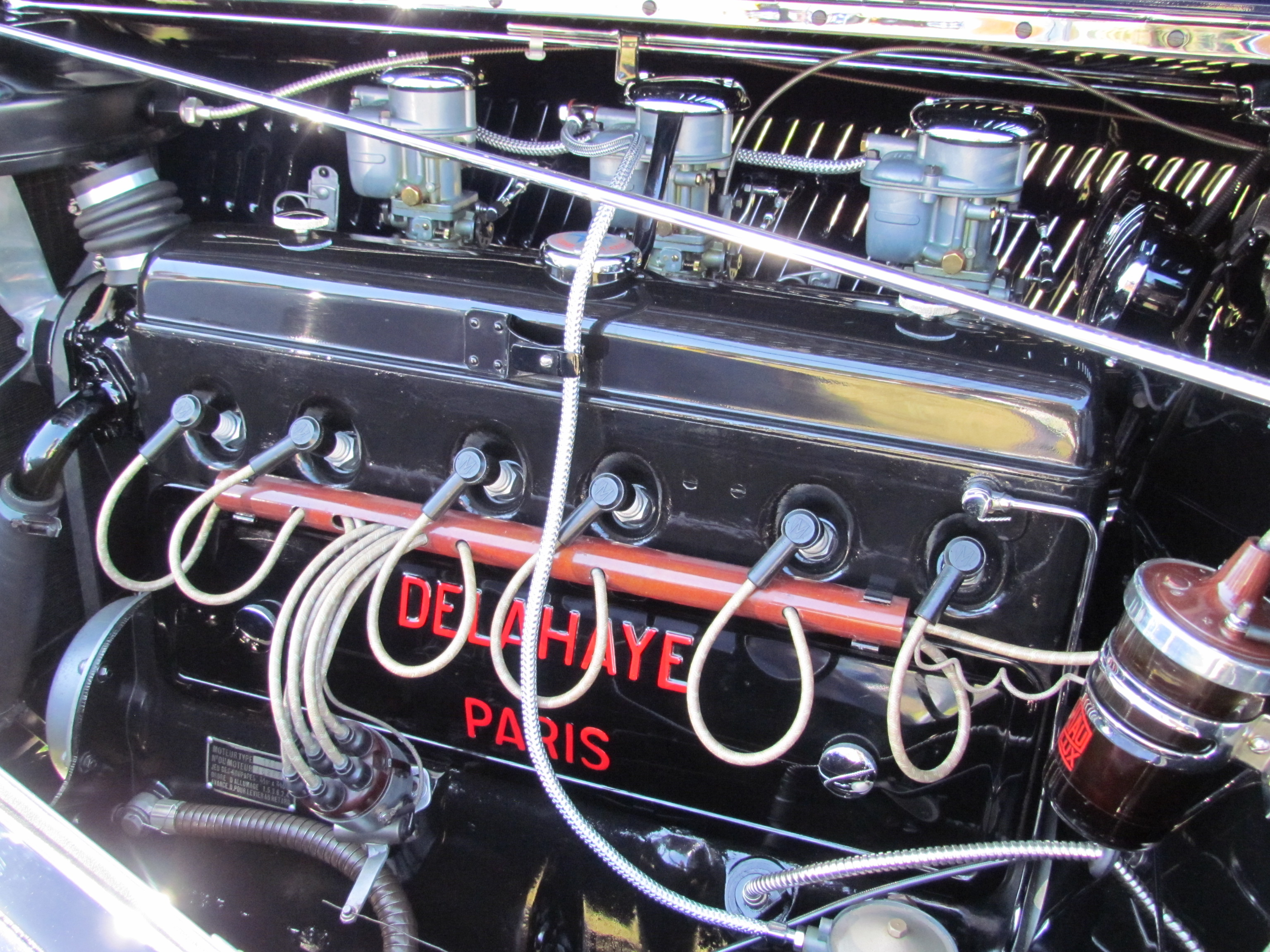
Moteur Delahaye 6 cylindres 3,2 L

3,2 litres et 95 ch réels avec un carburateur (Solex 40 FILP), supprimé en 1939.
- « Coupe des Alpes » 18 CV (140 km/h) :
3,2 litres et 110 ch avec trois carburateurs (Solex 40 IFL puis Solex 40 FILP à partir du Salon 1936), supprimé pour le Salon 1938.
- « normal » 20 CV (150 km/h) :
3,5 litres et 110 ch avec un carburateur (Solex 40 IFL puis Solex 40 FILP à partir du Salon 1936), s'appelle « Compétition » au Salon 1936 puis devient le type 135 M au Salon 1938.
- « Compétition » 20 CV (155 km/h) :
3,5 litres et 120 ch avec trois carburateurs (Solex 40 FILP), devient le type 135 MS avec roues fil Rudge à serrage central au Salon 1938.
- « spécial » (185 km/h) :
Châssis allégé (850 kg) à empattement court pour la compétition. Début 1936, il existe une version routière appelée type « 135 Compétition court ». Eugène Chaboud est le principal pilote à s'illustrer sur la version CS (victoires aux Grand Prix du Roussillon et de Marseille en 1947 notamment, avec l'Écurie France), mais il faut également citer Charles Pozzi (victoire au Grand Prix de l´ACF 1949), Yves Giraud-Cabantous (2e au Mans en 1938), à l'international le Prince Bira (victoires aux 12 heures de Donnington 1937 et à Sydenham Plate 1939), ainsi que Goffredo Zehender, Robert Brunet, Maurice Varet (encore avec l'Écurie France en 1947 à Montlhéry)...

## Compétition et palmarès

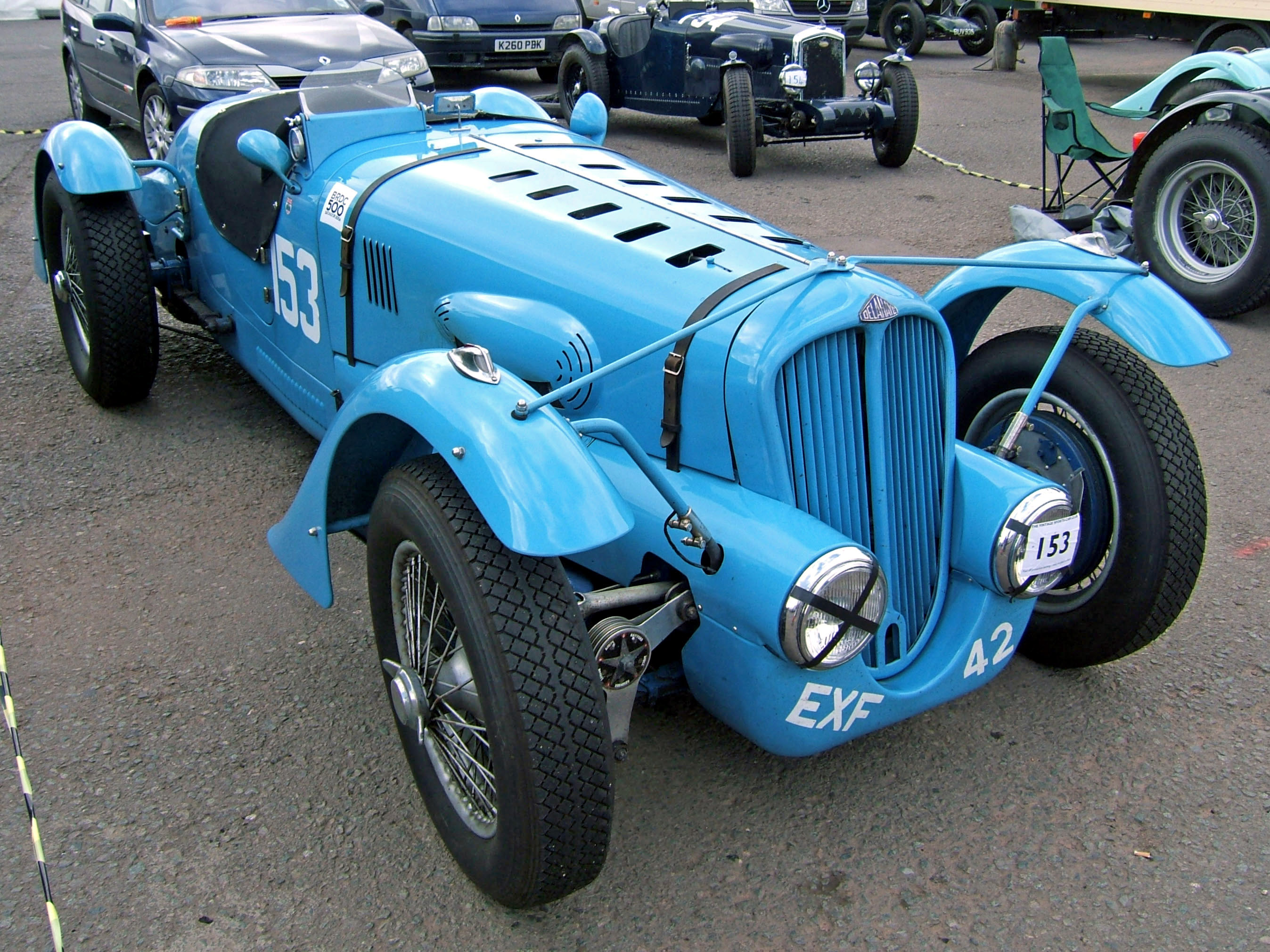
Delahaye Type 135 spécial.

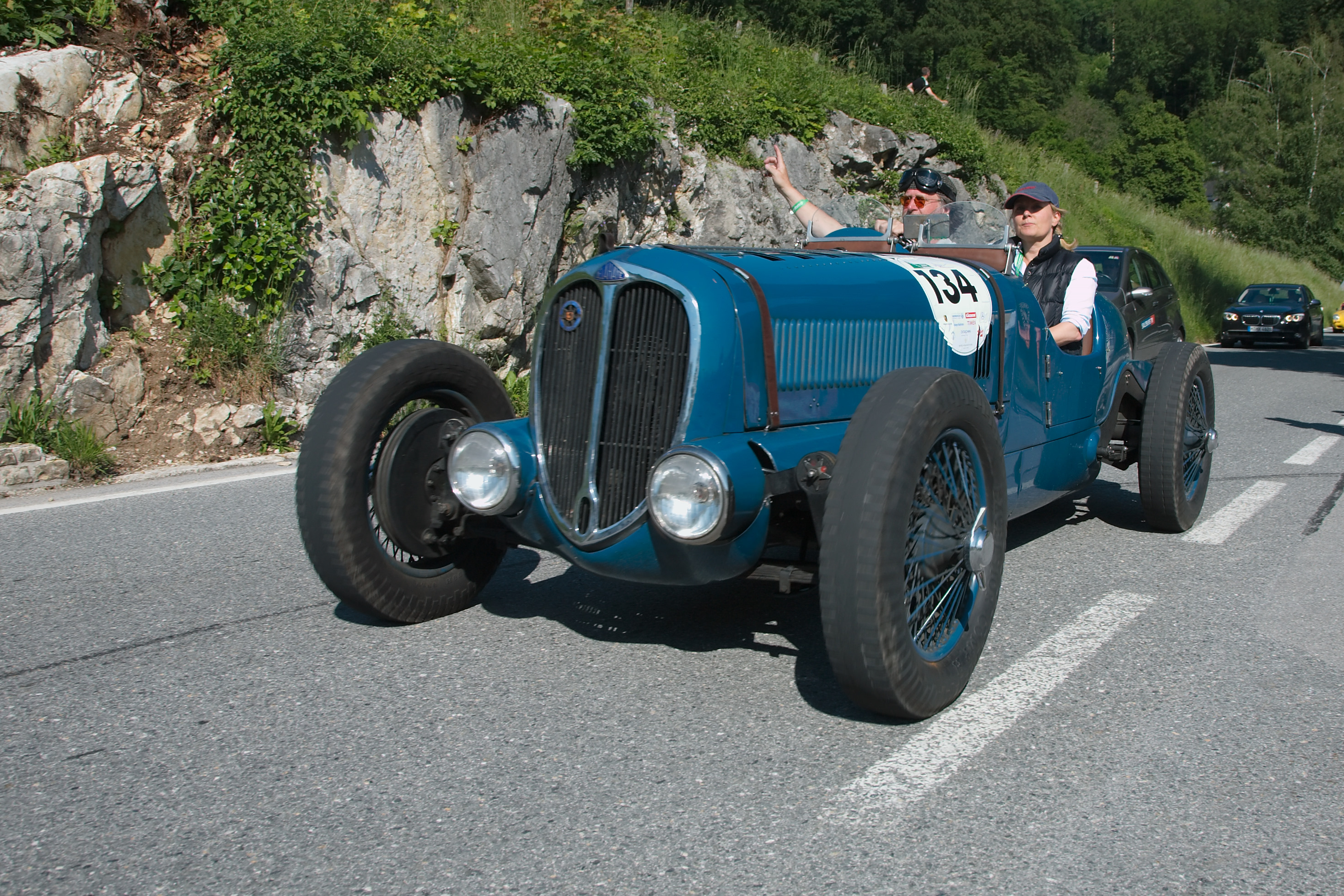
Course de côte du Gaisberg en Autriche

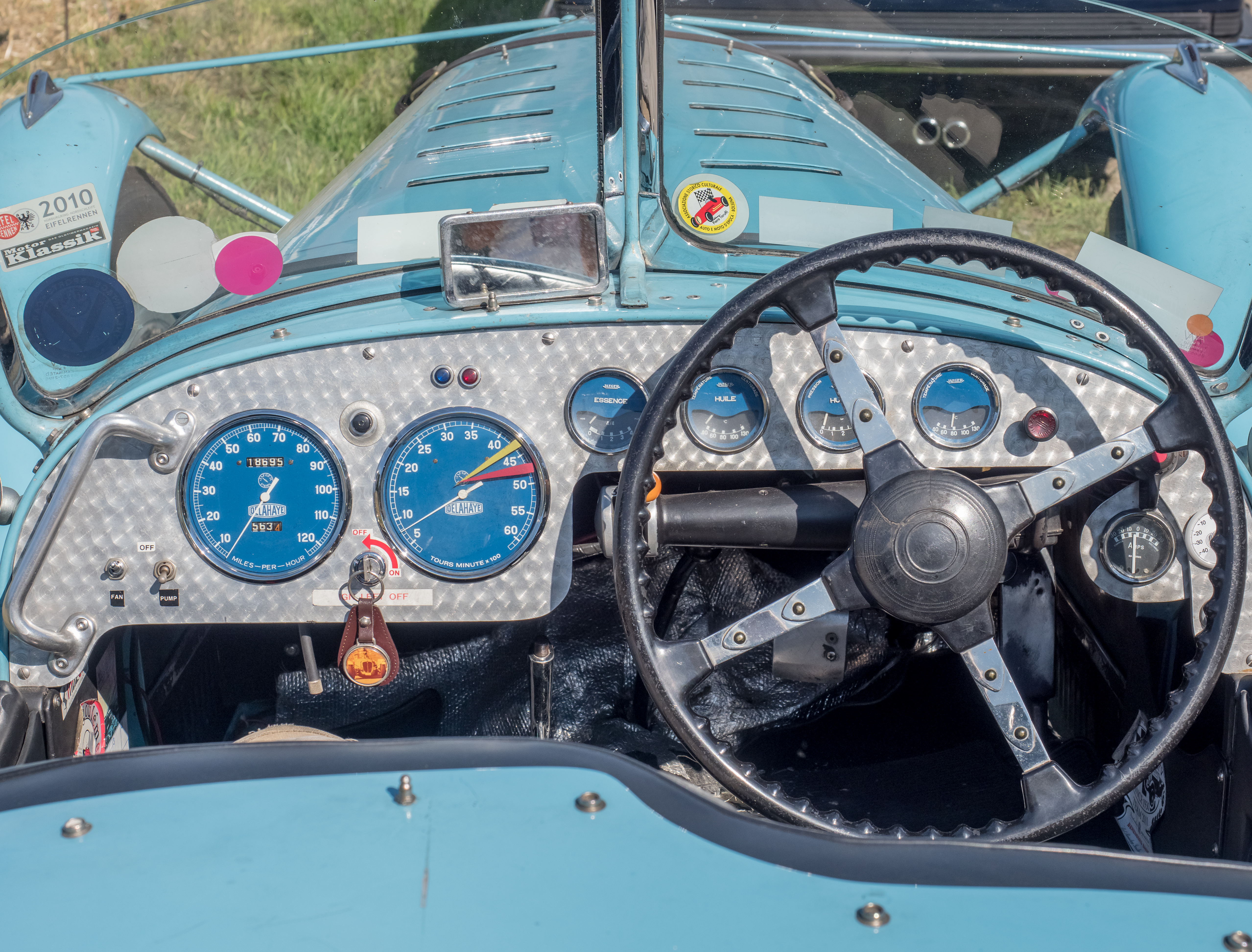

Les 135 spécial et sport ont été nombreuses aux départs des rallyes, des courses de côte et des épreuves d'endurance sur circuits, en gagnant des trophées européens majeurs.
La type 135 a remporté le Grand Prix automobile de Marseille Sport avec "Michel Paris" et la Course de côte du Mont Ventoux avec René Carrière en 1936, les 12 Heures de Donington en 1937 (Prince Bira et Hector G. Dobbs, 135 CS), le Grand Prix d'Anvers Sport (Robert Mazaud) et les 24 Heures du Mans 1938 (135 spécial avec Eugène Chaboud et Jean Trémoulet), et sur route ouverte le Grand Critérium international de tourisme Paris-Nice ainsi que le Rallye automobile Monte-Carlo encore en 1937 (135 spécial) et 1939 (135 MS). En 1939 toujours, elle s'impose en Sportscars à Brooklands, avec Arthur Dobson, et au Sydenham Plate avec le Prince Bira (sur sa CS). Juste après-guerre elle s'est encore illustrée aux tout nouveaux Rallye Soleil Cannes en 1946 avec Régine Peter, Germaine Rouault et melle Laegeot, et Rallye du Mont-Blanc en 1947 (Rigodon) et 1948 (Grousset). Elle a remporté les 12 Heures de Paris en 1947 avec Guy Mairesse, et a encore terminé en version CS 4e du Grand Prix automobile de Turin 1946 (Eugène Chaboud) et 8e du Grand Prix de Monaco 1952 (René Cotton). Entre-temps la version 175S d'André Simon a obtenu le meilleur temps en course lors des 24 Heures du Mans 1949 (abandon à la 19e heure de course). 

### Autres victoires Sport de la 135CS
(et podiums notables)

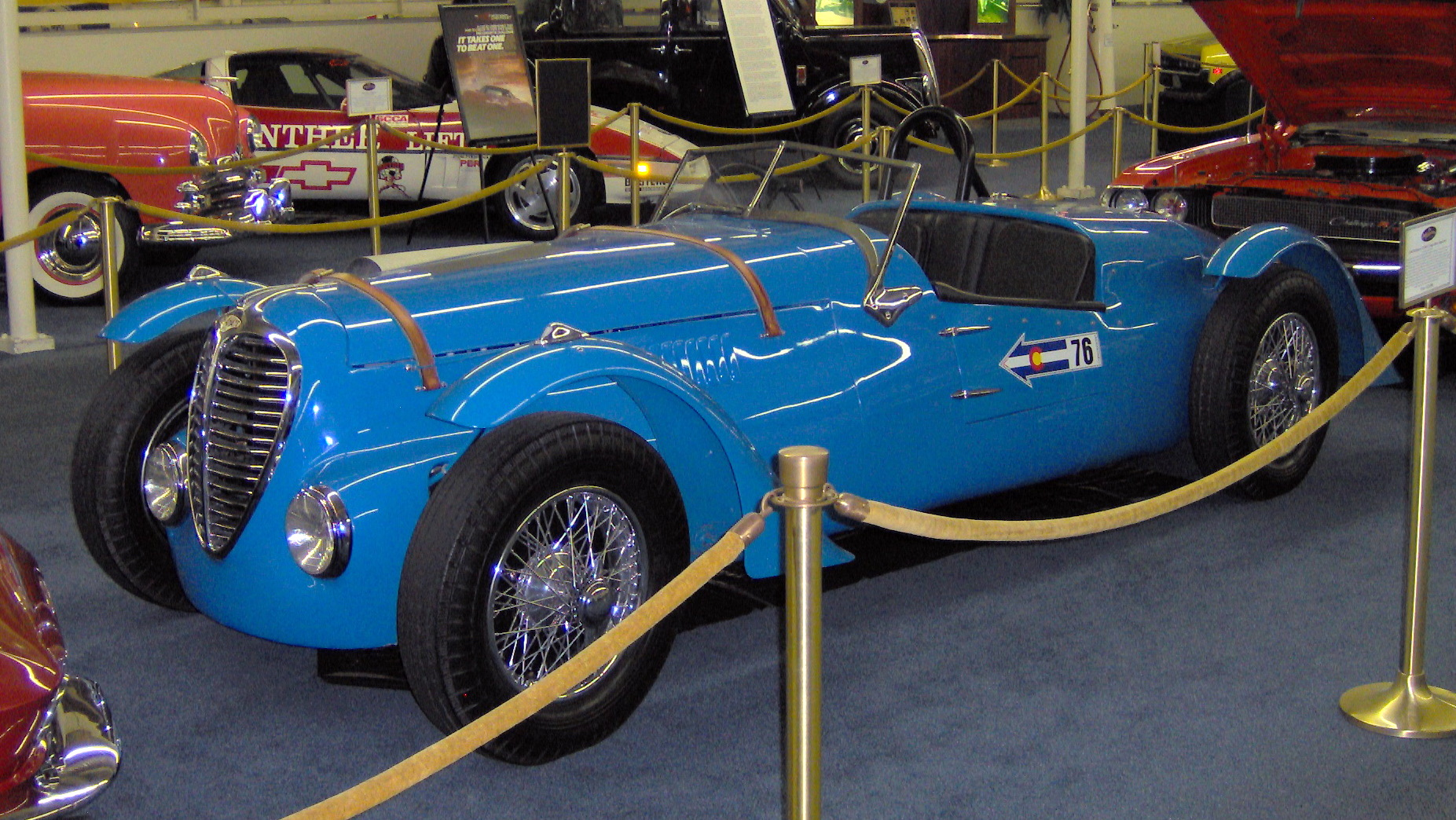
Diverses Delahaye 135MS...

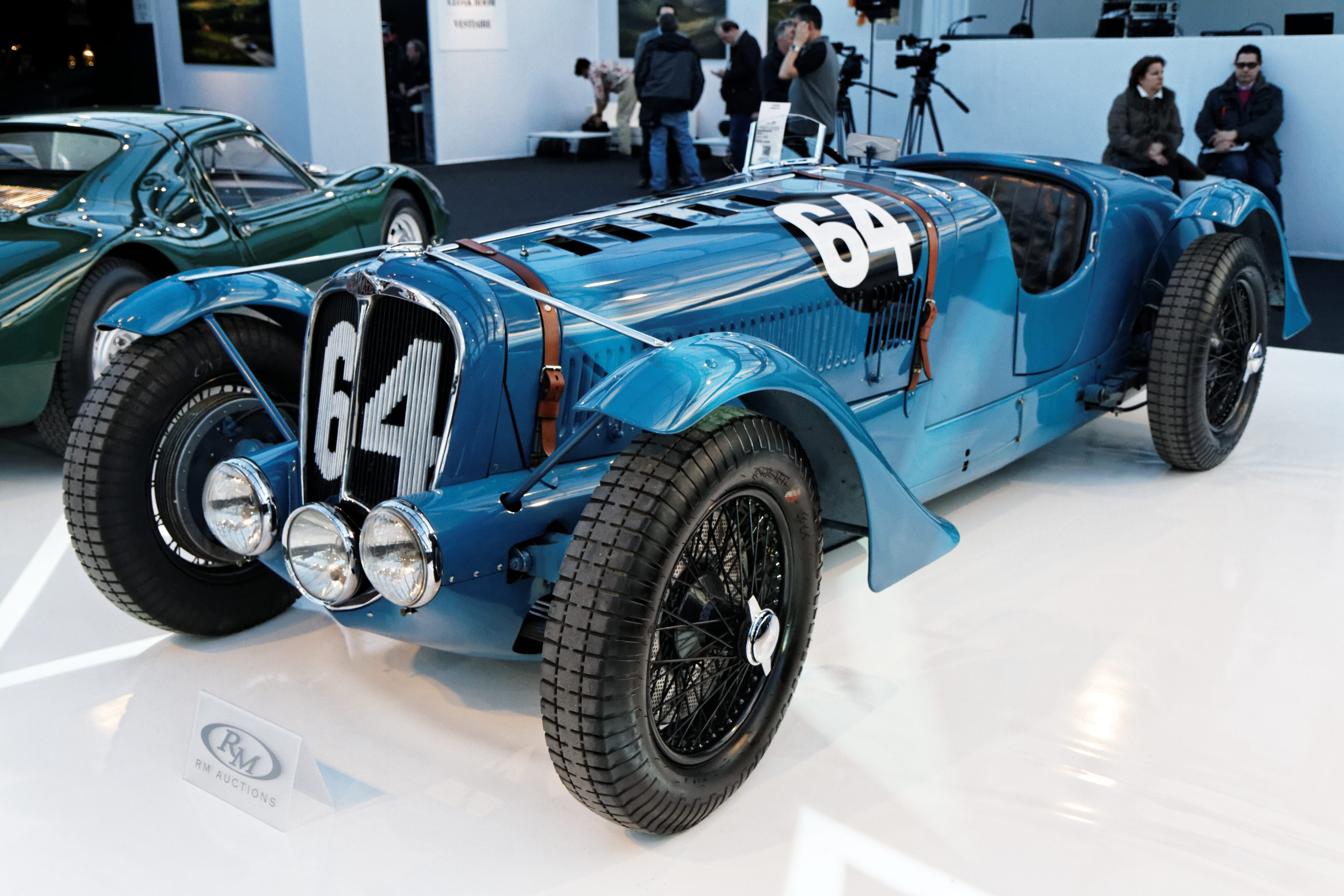
...et...

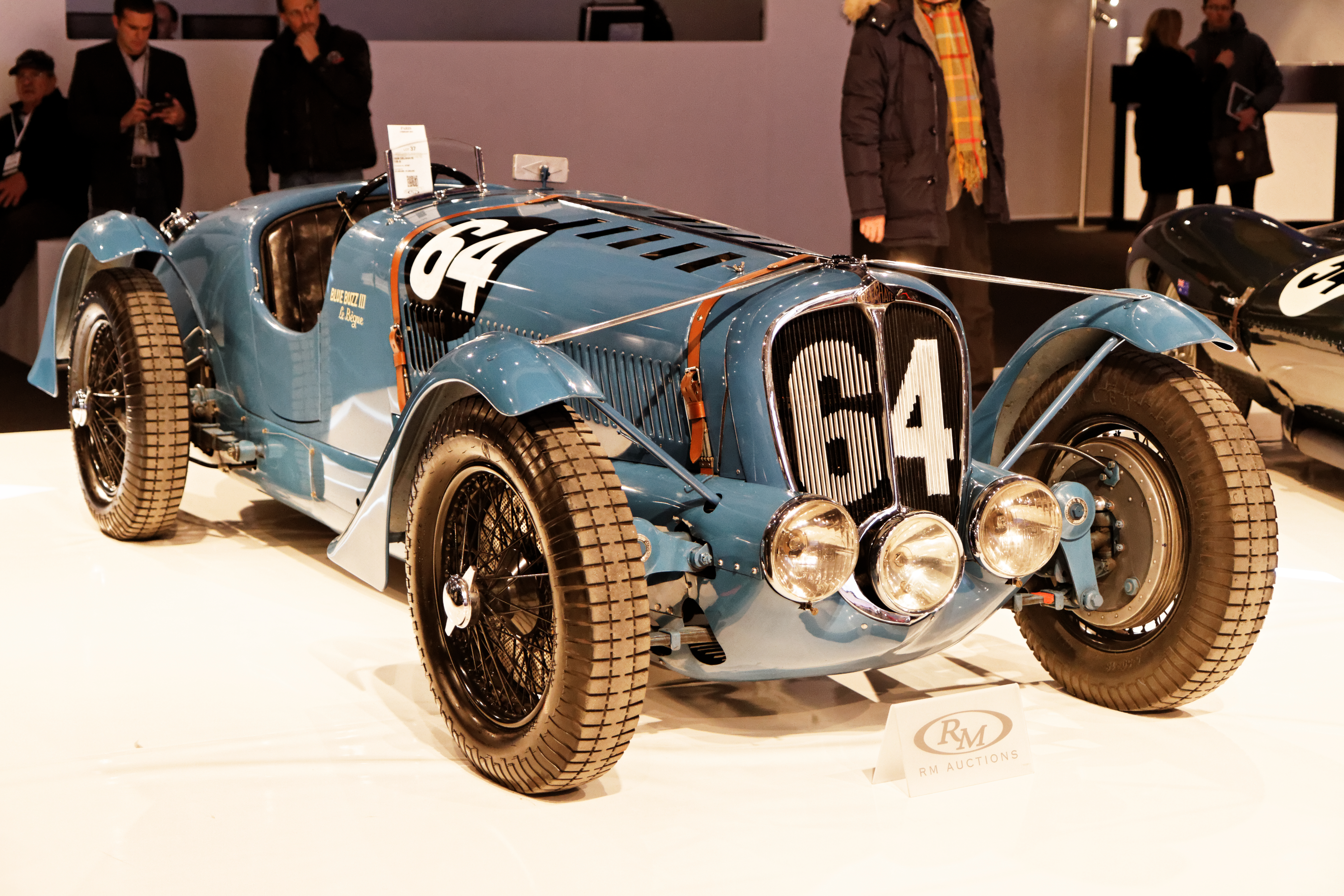
...autres...

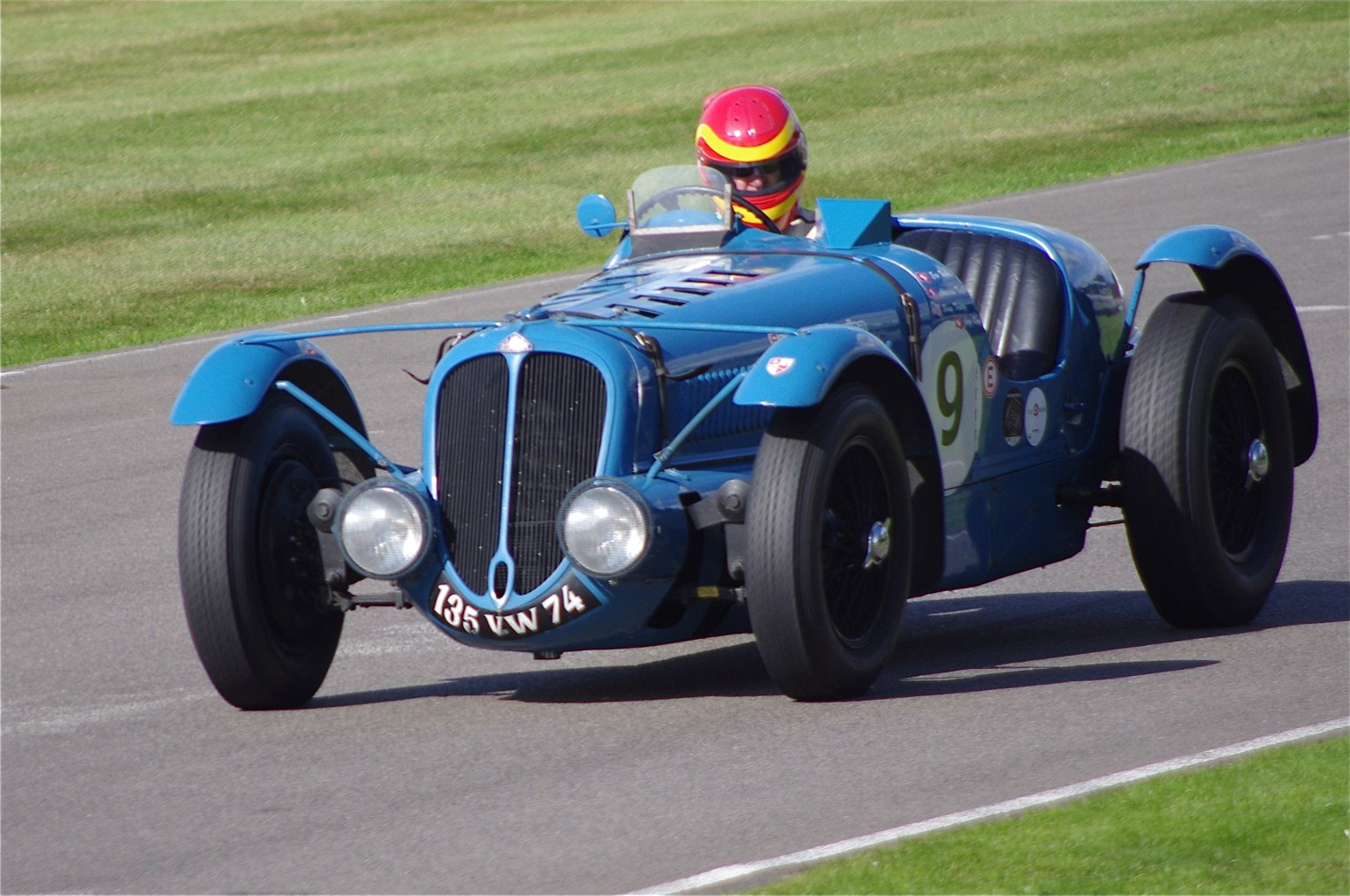
...135CS.

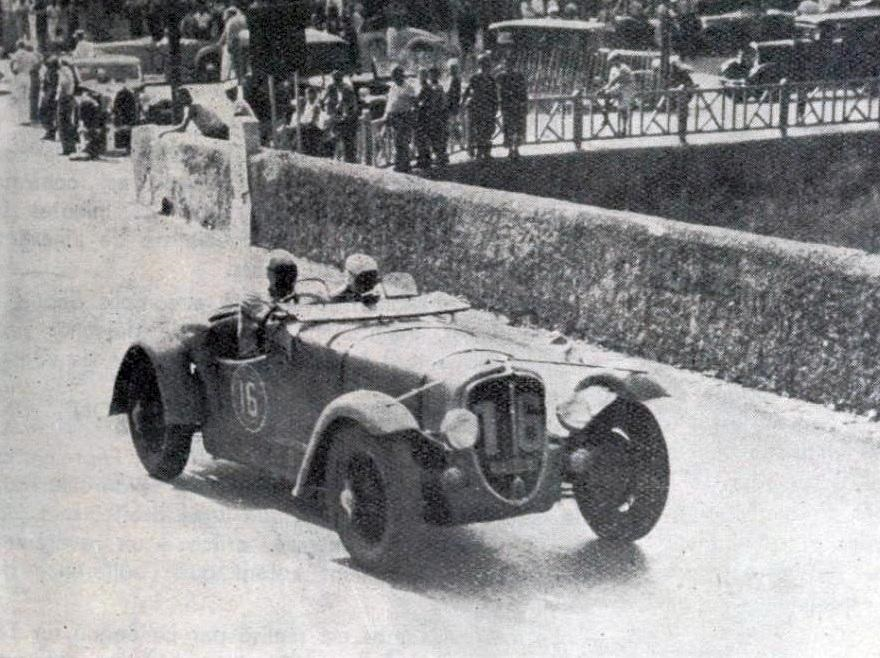
Joseph Paul, vainqueur du Critérium Paris-Nice 1937.

- 3 Heures de Marseille 1936 ("Paris" - triplé de la marque);
- Targa Bouzarea 1936 (Georges Soulié);
- Coupe d'Automne 1936 et 1937 (Paul);
- Coupe de Printemps 1937 (Paul - triplé de la marque);
- 12 Heures de Donington 1937 (Bira/Dobbs);
- 3 Heures de Brooklands 1938 (Jarvis/Willing);
- Brooklands 1939 (Dobson);
- Grand Prix de Bruxelles 1946 (Chaboud);
- San Remo 1947 (Giraud-Cabantous);
- Grand Prix des Frontières 1947 (Giraud-Cabantous);
- Grand Prix des Frontières 1948 (Mairesse);
- BARG Goodwood 1949 et 1950 (Jason-Henry);
- National Zandvoort 1949 et 1950 (Tielens);
  - 2e du Grand Prix de l'A.C.F. 1936 ("Paris"/Mongin - durant cette course, quatre voitures Delahaye type 135CS se classèrent dans la cinq premières,
cinq dans les dix premières, et  sept dans les douze premières, pour neuf participantes);
  - 2e des 24 Heures de Spa 1936 (Mongin/Le Bègue);
  - 2e du Grand Prix de France du M.C.F. 1936 (Villeneuve);
  - 2e du Grand Prix de Tunisie 1937 (Dreyfus);
  - 2e du Grand Prix d'Algérie 1937 (Paul);
  - 2e et 3e des 24 Heures du Mans 1937 (Paul/Mongin et Dreyfus/Stoffel);
  - 2e des 12 Heures de Paris 1938 (Villeneuve/Biolay);
  - 2e du Grand Prix de Turin 1947 (Chaboud);
  - 2e Grand prix de Rouen 1950 (Pozzi);
  - 3e du Grand Prix de Pau 1937 (Dreyfus);
  - 3e des Mille Miglia 1937 (Schell/Carrière);
  - 3e du Grand Prix d'Agadir 1951 (de Tudert);
  - 3e du National de Buenos Aires 1951 (Schroeder);
  - 3e de la Coppa Intereuropa 1951 (Chiron);
  - 3e des 12 Heures de Casablanca 1952 (de Tudert/La Caze);
  - 3e du Grand Prix de Tanger 1954 (de Tudert);
  - 3e du Circuit de Metz 1954 (Marx).

### Courses de côte
- 1935 Course de côte du Mont Ventoux comme quatrième étape du Rallye des Alpes françaises: Perrot[4];
- 1936 Côte du Mont Ventoux: Carrière;
- 1937 Côte de Lapize (près de Montlhéry): Trémoulet;
- 1939 Côte de Saint-Eutrope comme étape du Rallye Paris - Saint-Raphaël Féminin: Rouault;
- 1939 Côte de Navacerrada (près de Madrid): Godia.

### Quelques pilotes notoires
- Laury Schell, Albert Perrot, Robert Brunet, Germaine Rouault, René Carrière, Louis Villeneuve, Philippe Maillard-Brune, Albert Divo, René Le Bègue, "Michel Paris", Daniel Porthault, Joseph Paul, Eugène Chaboud, Jean Trémoulet, Marcel Mongin, Henri Stoffel, Goffredo Zehender, René Dreyfus, Prince Bira, « Raph », Jean Trévoux, Arthur Dobson, Robert Mazaud, Marcel Contet, Henri Trillaud, Charles Pozzi, Pierre Meyrat, Guy Mairesse, Yves Giraud-Cabantous, Guy Jason-Henry, Francisco Godia Sales, René Cotton, Louis Chiron, André Simon, Henri Auriac...